# Satudarah
Satudarah – klub motocyklowy (gang) założony w 1990 roku w Moordrecht w Holandii przez indonezyjskich imigrantów z Wysp Korzennych, dawnej kolonii holenderskiej. Nazwa gangu pochodzi z języka malajskiego i oznacza „jednej krwi”. Członkowie klubu nie mają uprzedzeń rasowych, jest multikulturowy, przedstawiciel każdej nacji może zostać jego członkiem.
Logotyp gangu stanowi dwugłowy Indianin z 9 piórami, oznaczającymi liczbę założycieli grupy. Twarz jednego jest czarna, drugiego – biała, obie twarze oddziela czerwony warkocz
W lutym 2015 klub Satudarah został zdelegalizowany w Niemczech. Przy jej okazji przeszukano tam siedziby klubu. W siedzibie w Essen znaleziono nielegalną broń i noże.